# Circaea intermedia
Circaea intermedia là một loài thực vật có hoa trong họ Anh thảo chiều. Loài này được Ehrh. mô tả khoa học đầu tiên năm 1789.